# Coreyova–Itsunova redukce
Coreyova–Itsunova redukce, také nazývaná Coreyova–Bakšiova–Šibatova (CBS) redukce, je chemická reakce, ve které je nechirální keton enantioselekivně redukován na příslušný chirální alkohol. Oxazaborolidinové činidlo řídicí enantioselektivní redukci vyvinul S. Itsuno, přesnější název procesu je tak Itsunova-Coreyova oxazaborolidinová redukce.
V roce 1981 Itsuno popsal využití chirálních alkoxyaminboranových komplexů při redukci nechirálních ketonů na chirální alkoholy, probíhající enantioselektivně a s vysokou výtěžností. Následně roku 1987 E. J. Corey vyvinul reakci chirálních aminoalkoholů s borany (BH3), jejímiž produkty jsou oxazaborolidiny, katalyzující enantioselektivní redukci nechirálních ketonů v přítomnosti BH3•THF.
CBS redukce se poté stala běžnou metodou asymetrické redukce nechirálních ketonů. Je součástí přípravy několika přírodních látek a využití má i v průmyslu. Bylo vydáno několik prací zabývajících se touto reakcí.

## Mechanismus
Corey původně navrhl tento mechanismus vysvětlující selektivitu katalytické redukce:
První krok v koordinaci BH3na dusíkový atom oxazaborolidinového katalyzátoru 1. Tato koordinace aktivuje BH3 jako donor hydridu a zvýší Lewisovskou kyselost endocyklického boru v molekule katalyzátoru. Struktura (zjištěná pomocí rentgenové krystalografie a 11B NMR spektroskopie 2 podporují tento průběh. Následně se endocyklický bor koordinuje n stericky dostupnější volný elektronový pár ketonu (pár, který je blíže k menšímu substituentu, Rs). Toto přednostní navazování u 3  minimalizuje sterické interakce mezi ketonem a R’ skupinou katalyzátoru a seřadí karbonyl a koordinovaný boran do uspořádání výhodného pro stranově selektivní přenos hydridu přes šestičlenný přechodný stav 4. Přenosem hydridu se vytvoří chirální alkoxyboran 5, který se v kyselém prostředí přemění na chirální alkohol 6. Posledním krokem je obnova katalyzátoru, ta může proběhnout dvěma způsoby.
Hlavní hnací silou pro přenos hydridu je současná aktivace boranu koordinací na Lewisovsky zásaditý dusík a navýšení Lewisovské kyselosti endocyklického atomu boru.

## Rozsah a omezení

### Stereoselektivita a chemoselektivita
CBS redukce je účinným, stereoselektivním i chemoselektivním postupem redukce řady různých druhů ketonů. Jako substráty lze použít mnoho arylalifatických, dialifatických, a diarylových ketonů, α,β-nenasycené enony a ynony, stejně jako ketony obsahující heteroatomy.
K vylepšení enantioselektivity CBS redukcí byly použity různé obměny katalyzátorů i boranových redukčních činidel.
U diarylových ketonů 9 byla dosažena poměrně vysoká stereoselektivita i přes isosterové vlastnosti ketonových substituentů, což naznačuje, že stereoselektivitu kromě sterických ovlivňují i elektronové jevy. Rozdíly v substitucích alkynových skupin ynonů 11 a 12 způsobují změny v selektivitě, protože alkyny jsou stericky mohutnějšími substituenty. U α,β nenasycených systémů 10-12 probíhá efektivní redukce ketonů i přesto, že může docházet k vedlejším reakcím v podobě hydroborací nenasycených vazeb C-C. Při CBS redukcích je možná přítomnost heteroatomů v ketonu 13, který se může koordinovat na boran.

### Experimentální zjištění a omezení
Přítomnost vody v reakční směsi výrazně snižuje enantiomerní přebytky a tak je třeba každou CBS redukci provádět v bezvodém prostředí. Významný vliv na stereoselektivitu má i teplota; při nižších teplotách jsou dosahovány určité hodnoty enantiomerního přebytku, které se s rostoucí teplotou zvyšují a dosahují maxima, které je závislé na struktuře katalyzátoru i použitého boranu.
Nízké enantiomerní přebytky za nižších reakčních teplot lze upravit použitím katecholboranu, který při zapojení do CBS redukcí i při -126 °C vede k významné enantioselektivitě.
Bylo zjištěno, že BH3 použitý jako redukční činidlo při CBS redukcích zhoršuje enantioselektivitu, komerčně dostupné roztoky BH3•THF často obsahují stopová množství borohydridů, které způsobují neselektivní redukce vedoucí ke snížení enantioselektivity.
I když jsou redukce katalyzované borohydridy mnohem pomalejší než CBS redukce, tak zde probíhá výzkum ohledně možného zlepšení stereoselektivity.
V roce 2012 byl nalezen bezpečný a nepříliš nákladný postup asymetrické redukce ketonů s využitím in situ připraveného N,N-diethylanilin-boranu a oxazaborolidinu získaných reakcí tetrahydridoboritanu sodného, N,N-diethylanilinhydrochloridu a (S)-α,α-difenylprolinolu.

## Varianty
I když je katalyzátor CBS 1 vyvinutý Coireyem při CBS redukcích používán často, tak byly vytvořeno a úspěšné použito i několik jeho derivátů. R’ skupina katalyzátoru významně ovlivňuje enantioselektivitu redukce a k optimalizaci selektivity bylo vyvinuto několik jejích variant.

## Využití
CBS redukce mají význam díky využití při přípravě řady přírodních látek, jako jsou laktony, terpenoidy, alkaloidy, steroidy a biotiny.
Enantioselektivní redukční reakce se také využívají v průmyslu. CBS redukce je mimo jiné součástí totální syntézy MK-0417, ve vodě rozpustného inhibitoru anhydrázy používaného ke snižování nitroočního tlaku. Jde o asymetrickou redukci bicyklického sulfonu za přítomnosti oxazaborolidinového katalyzátoru, kde je R’ skupinou methyl.
Asymetrická redukce 1,1,1-trichlor-2-ketonu je první částí Coreyovy–Linkovy reakce, sloužící k přípravě aminokyselin a podobných sloučenin s možností dosažení přirozené i nepřirozené stereochemie a mnoha různých postranních řetězců.
Asymetrickou redukcí 7-(benzyloxy)hept-1-en-3-oneu se tvoří (S)-7-(benzyloxy)hept-1-en-3-ol, chirální alkohol používaný na přípravu kanamienamidů, zkoumaných jako enolethery obsahující enamidové skupiny, které mají potenciál k potlačování růstu rakovinných buněk. Chirální produkt se získává s využitím (R)-CBS katalyzátoru, přičemž se dosahuje 89% výtěžnosti a 91% enantiomerního přebytku.